# 生協さえき病院
生協さえき病院（せいきょうさえきびょういん）は、広島中央保健生活協同組合が広島県広島市佐伯区八幡東に設置する病院。

## 概要
救急告示病院。全日本民主医療機関連合会(民医連)に加盟している。

## 診療科
- 内科[3]
- 整形外科[3]
- リハビリテーション科[3]
- 呼吸器科[3]
- 消化器科[3]
- 循環器科[3]

## 医療機関の認定
(この節の出典)
- 保険医療機関
- 労災保険指定医療機関
- 生活保護法指定医療機関(中国残留邦人等の円滑な帰国の促進並びに永住帰国した中国残留邦人等及び特定配偶者の自立の支援に関する法律(平成6年法律第30号)に基づく指定医療機関を含む。)
- 高齢者の医療の確保に関する法律(昭和57年法律第80号)第7条第1項に規定する医療保険各法及び同法に基づく療養等の給付の対象とならない医療並びに公費負担医療を行わない医療機関
- 結核指定医療機関
- 原子爆弾被害者一般疾病医療取扱医療機関
- 身体障害者福祉法指定医の配置されている医療機関

## 交通アクセス
- JR山陽本線「五日市駅」北口より：広電バス・中地経由「美鈴が丘高校」又は「山田団地」行き乗車、「中地」停留所下車正面。

## 併設

### 生協さえき歯科[3]
- 標榜診療科 - 歯科、小児歯科
- 往診(自宅、入院先)を行っている[4]。